# Portugal en la Copa Mundial de Fútbol de 2022
La selección de Portugal fue uno de los treinta y dos equipos participantes en la Copa Mundial de Fútbol de 2022, torneo que se llevó a cabo del 20 de noviembre al 18 de diciembre en Catar.
Fue la octava participación de Portugal, formó parte del Grupo H, junto a Uruguay, Ghana y Corea del Sur. En los octavos de final derrotó a Suiza, cayó eliminado por Marruecos en la ronda de cuartos de final.

## Clasificación
La selección de Portugal inició su camino al mundial desde la primera ronda de la clasificación europea. Debido a la pandemia de covid-19 en 2020 no se disputó ningún partido, comenzó en marzo de 2021 con los encuentros correspondientes a la fase de grupos. Al terminar en el segundo lugar del Grupo A clasificó a la segunda ronda (play-offs europeos) donde en semifinales derrotó a Turquía y en la final venció a Macedonia del Norte para clasificar a la Copa Mundial.

### Tabla de posiciones
| Selección  | Pts. | PJ | PG | PE | PP | GF | GC | Dif |
| ---------- | ---- | -- | -- | -- | -- | -- | -- | --- |
| Serbia     | 20   | 8  | 6  | 2  | 0  | 18 | 9  | 9   |
| Portugal   | 17   | 8  | 5  | 2  | 1  | 17 | 6  | 11  |
| Irlanda    | 9    | 8  | 2  | 3  | 3  | 11 | 8  | 3   |
| Luxemburgo | 9    | 8  | 3  | 0  | 5  | 8  | 18 | –10 |
| Azerbaiyán | 1    | 8  | 0  | 1  | 7  | 5  | 18 | –13 |

|  | Clasificado a la Copa Mundial. |
|  | Clasificado a los play-offs.   |

### Partidos
| Fecha                   | Lugar      | Jornada                     | Local      | Resultado | Visitante           |
| ----------------------- | ---------- | --------------------------- | ---------- | --------- | ------------------- |
| 24 de marzo de 2021     | Turín      | Primera ronda - Fecha 1     | Portugal   | 1:0 (1:0) | Azerbaiyán          |
| 27 de marzo de 2021     | Belgrado   | Primera ronda - Fecha 2     | Serbia     | 2:2 (0:2) | Portugal            |
| 30 de marzo de 2021     | Luxemburgo | Primera ronda - Fecha 3     | Luxemburgo | 1:3 (1:1) | Portugal            |
| 1 de septiembre de 2021 | Faro/Loulé | Primera ronda - Fecha 4     | Portugal   | 2:1 (0:1) | Irlanda             |
| 7 de septiembre de 2021 | Bakú       | Primera ronda - Fecha 6     | Azerbaiyán | 0:3 (0:2) | Portugal            |
| 12 de octubre de 2021   | Faro/Loulé | Primera ronda - Fecha 8     | Portugal   | 5:0 (3:0) | Luxemburgo          |
| 11 de noviembre de 2021 | Dublín     | Primera ronda - Fecha 9     | Irlanda    | 0:0       | Portugal            |
| 14 de noviembre de 2021 | Lisboa     | Primera ronda - Fecha 10    | Portugal   | 1:2 (1:1) | Serbia              |
| 24 de marzo de 2022     | Oporto     | Segunda ronda - Semifinales | Portugal   | 3:1 (2:0) | Turquía             |
| 29 de marzo de 2022     | Oporto     | Segunda ronda - Final       | Portugal   | 2:0 (1:0) | Macedonia del Norte |

## Preparación

### Amistosos previos
| 17 de noviembre de 2022 | Portugal                                                | 4:0 (2:0) | Nigeria | Estadio José Alvalade, Lisboa                                      |                                                                    |
| 18:45 (UTC±0)           | - Fernandes 9', 35' (pen.) - Ramos 82' - João Mário 84' | Reporte   |         | Asistencia: 43 621 espectadores Árbitro(s): Chrysovalantis Theouli | Asistencia: 43 621 espectadores Árbitro(s): Chrysovalantis Theouli |

### Partidos oficiales
| 2 de junio de 2022 | España       | 1:1 (1:0) | Portugal    | Estadio Benito Villamarín, Sevilla                                             |                                                                                |
| 20:45 (UTC+2)      | - Morata 25' | Reporte   | - Horta 82' | Asistencia: 41 236 espectadores Árbitro(s): Michael Oliver VAR: Stuart Attwell | Asistencia: 41 236 espectadores Árbitro(s): Michael Oliver VAR: Stuart Attwell |

| 5 de junio de 2022 | Portugal                                        | 4:0 (3:0) | Suiza | Estadio José Alvalade, Lisboa                                                  |                                                                                |
| 20:45 (UTC+2)      | - Carvalho 15' - Ronaldo 35', 39' - Cancelo 68' | Reporte   |       | Asistencia: 42 325 espectadores Árbitro(s): Orel Grinfeld VAR: Bastian Dankert | Asistencia: 42 325 espectadores Árbitro(s): Orel Grinfeld VAR: Bastian Dankert |

| 9 de junio de 2022 | Portugal                   | 2:0 (2:0) | República Checa | Estadio José Alvalade, Lisboa                                             |                                                                           |
| 20:45 (UTC+2)      | - Cancelo 33' - Guedes 38' | Reporte   |                 | Asistencia: 44 100 espectadores Árbitro(s): Matej Jug VAR: Rade Obrenovič | Asistencia: 44 100 espectadores Árbitro(s): Matej Jug VAR: Rade Obrenovič |

| 12 de junio de 2022 | Suiza          | 1:0 (1:0) | Portugal | Stade de Genève, Ginebra                                                 |                                                                          |
| 20:45 (UTC+2)       | - Seferović 1' | Reporte   |          | Asistencia: 26 300 espectadores Árbitro(s): Fran Jović VAR: Paolo Valeri | Asistencia: 26 300 espectadores Árbitro(s): Fran Jović VAR: Paolo Valeri |

| 24 de septiembre de 2022 | República Checa | 0:4 (0:2) | Portugal                                            | Sinobo Stadium, Praga                                                          |                                                                                |
| 20:45 (UTC+2)            |                 | Reporte   | - Dalot 33', 52' - Fernandes 45+2' - Diogo Jota 82' | Asistencia: 19 322 espectadores Árbitro(s): Srđan Jovanović VAR: Novak Simović | Asistencia: 19 322 espectadores Árbitro(s): Srđan Jovanović VAR: Novak Simović |

| 27 de septiembre de 2022 | Portugal | 0:1 (0:0) | España     | Estadio Municipal, Braga                                                            |                                                                                     |
| 20:45 (UTC+2)            |          | Reporte   | Morata 88' | Asistencia: 28 196 espectadores Árbitro(s): Daniele Orsato VAR: Massimiliano Irrati | Asistencia: 28 196 espectadores Árbitro(s): Daniele Orsato VAR: Massimiliano Irrati |

## Plantel

### Lista de convocados
Entrenador:  Fernando Santos
La lista final fue anunciada el 10 de noviembre de 2022.
| No. | Pos. | Jugador           | Fecha de nacimiento (edad)         | Apa. | Goles | Club                          |
| --- | ---- | ----------------- | ---------------------------------- | ---- | ----- | ----------------------------- |
| 1   | POR  | Rui Patrício      | 15 de febrero de 1988 (34 años)    | 105  | 0     | A. S. Roma                    |
| 2   | DEF  | Diogo Dalot       | 18 de marzo de 1999 (23 años)      | 7    | 2     | Manchester United F. C.       |
| 3   | DEF  | Pepe              | 26 de febrero de 1983 (39 años)    | 129  | 7     | F. C. Porto                   |
| 4   | DEF  | Rúben Dias        | 14 de mayo de 1997 (25 años)       | 40   | 2     | Manchester City F. C.         |
| 5   | DEF  | Raphaël Guerreiro | 22 de diciembre de 1993 (28 años)  | 57   | 3     | Borussia Dortmund             |
| 6   | MED  | João Palhinha     | 9 de julio de 1995 (27 años)       | 15   | 2     | Fulham F. C.                  |
| 7   | DEL  | Cristiano Ronaldo | 5 de febrero de 1985 (37 años)     | 191  | 117   | Manchester United F. C.       |
| 8   | MED  | Bruno Fernandes   | 8 de septiembre de 1994 (28 años)  | 49   | 11    | Manchester United F. C.       |
| 9   | DEL  | André Silva       | 6 de noviembre de 1995 (27 años)   | 52   | 19    | R. B. Leipzig                 |
| 10  | MED  | Bernardo Silva    | 10 de agosto de 1994 (28 años)     | 73   | 8     | Manchester City F. C.         |
| 11  | DEL  | João Félix        | 10 de noviembre de 1999 (23 años)  | 24   | 3     | Club Atlético de Madrid       |
| 12  | POR  | José Sá           | 17 de enero de 1993 (29 años)      | 0    | 0     | Wolverhampton Wanderers F. C. |
| 13  | DEF  | Danilo Pereira    | 9 de septiembre de 1991 (31 años)  | 63   | 2     | París Saint-Germain F. C.     |
| 14  | MED  | William Carvalho  | 7 de abril de 1992 (30 años)       | 76   | 5     | Real Betis Balompié           |
| 15  | DEL  | Rafael Leão       | 10 de junio de 1999 (23 años)      | 11   | 0     | A. C. Milan                   |
| 16  | MED  | Vitinha           | 13 de febrero de 2000 (22 años)    | 5    | 0     | París Saint-Germain F. C.     |
| 17  | MED  | João Mário        | 19 de enero de 1993 (29 años)      | 53   | 3     | S. L . Benfica                |
| 18  | MED  | Rúben Neves       | 13 de marzo de 1997 (25 años)      | 32   | 0     | Wolverhampton Wanderers F. C. |
| 19  | DEF  | Nuno Mendes       | 19 de junio de 2002 (20 años)      | 17   | 0     | París Saint-Germain F. C.     |
| 20  | DEF  | João Cancelo      | 27 de mayo de 1994 (28 años)       | 37   | 7     | Manchester City F. C.         |
| 21  | DEL  | Ricardo Horta     | 15 de septiembre de 1994 (28 años) | 6    | 1     | S. C. Braga                   |
| 22  | POR  | Diogo Costa       | 19 de septiembre de 1999 (23 años) | 7    | 0     | F. C. Porto                   |
| 23  | MED  | Matheus Nunes     | 27 de agosto de 1998 (24 años)     | 9    | 1     | Wolverhampton Wanderers F. C. |
| 24  | DEF  | António Silva     | 31 de octubre de 2003 (19 años)    | 1    | 0     | S. L . Benfica                |
| 25  | MED  | Otávio            | 9 de febrero de 1995 (27 años)     | 8    | 2     | F. C. Porto                   |
| 26  | DEL  | Gonçalo Ramos     | 20 de junio de 2001 (21 años)      | 1    | 1     | S. L . Benfica                |

## Participación
- Los horarios son correspondientes a la hora local de Catar (UTC+3).

### Partidos
| Fecha           | Lugar  | Instancia        | Local         |                          | Resultado |                     | Visitante |
| --------------- | ------ | ---------------- | ------------- | ------------------------ | --------- | ------------------- | --------- |
| 24 de noviembre | Doha   | Fase de grupos   | Portugal      | Bandera de Portugal      | 3:2 (0:0) | Bandera de Ghana    | Ghana     |
| 28 de noviembre | Lusail | Fase de grupos   | Portugal      | Bandera de Portugal      | 2:0 (0:0) | Bandera de Uruguay  | Uruguay   |
| 2 de diciembre  | Rayán  | Fase de grupos   | Corea del Sur | Bandera de Corea del Sur | 2:1 (1:1) | Bandera de Portugal | Portugal  |
| 6 de diciembre  | Lusail | Octavos de final | Portugal      | Bandera de Portugal      | 6:1 (2:0) | Bandera de Suiza    | Suiza     |
| 10 de diciembre | Doha   | Cuartos de final | Marruecos     | Bandera de Marruecos     | 1:0 (1:0) | Bandera de Portugal | Portugal  |

### Fase de grupos - Grupo H
| Selección     | Pts | PJ | PG | PE | PP | GF | GC | Dif |
| ------------- | --- | -- | -- | -- | -- | -- | -- | --- |
| Portugal      | 6   | 3  | 2  | 0  | 1  | 6  | 4  | +2  |
| Corea del Sur | 4   | 3  | 1  | 1  | 1  | 4  | 4  | 0   |
| Uruguay       | 4   | 3  | 1  | 1  | 1  | 2  | 2  | 0   |
| Ghana         | 3   | 3  | 1  | 0  | 2  | 5  | 7  | –2  |

|  | Clasificados a los octavos de final. |

#### Portugal vs. Ghana
| 24 de noviembre | Portugal                                    | 3:2 (0:0) | Ghana                      | Estadio 974, Doha                                                                 |                                                                                   |
| 19:00           | - Ronaldo 65' (pen.) - Félix 78' - Leão 80' | Reporte   | - A. Ayew 73' - Bukari 89' | Asistencia: 42 662 espectadores Árbitro(s): Ismail Elfath VAR: Armando Villarreal | Asistencia: 42 662 espectadores Árbitro(s): Ismail Elfath VAR: Armando Villarreal |

| 22         | Guardameta     | Diogo Costa       |     |
| 20         | Defensa        | João Cancelo      |     |
| 4          | Defensa        | Rúben Dias        |     |
| 13         | Defensa        | Danilo Pereira    |     |
| 5          | Defensa        | Raphaël Guerreiro |     |
| 18         | Centrocampista | Rúben Neves       | 77' |
| 8          | Centrocampista | Bruno Fernandes   |     |
| 25         | Centrocampista | Otávio            | 56' |
| 10         | Centrocampista | Bernardo Silva    | 88' |
| 11         | Delantero      | João Félix        | 88' |
| 7          | Delantero      | Cristiano Ronaldo | 88' |
| Entrenador | Entrenador     | Fernando Santos   |     |

| 1          | Guardameta     | Lawrence Ati-Zigi |       |
| 26         | Defensa        | Alidu Seidu       | 66'   |
| 18         | Defensa        | Daniel Amartey    |       |
| 23         | Defensa        | Alexander Djiku   | 90+2' |
| 4          | Defensa        | Mohammed Salisu   |       |
| 17         | Defensa        | Baba Rahman       |       |
| 5          | Centrocampista | Thomas Partey     |       |
| 20         | Centrocampista | Mohammed Kudus    | 77'   |
| 21         | Centrocampista | Salis Abdul Samed | 90+2' |
| 10         | Delantero      | André Ayew        | 77'   |
| 19         | Delantero      | Iñaki Williams    |       |
| Entrenador | Entrenador     | Otto Addo         |       |

| 14 | Centrocampista | William Carvalho | 56' |
| 15 | Delantero      | Rafael Leão      | 77' |
| 6  | Centrocampista | João Palhinha    | 88' |
| 17 | Centrocampista | João Mário       | 88' |
| 26 | Delantero      | Gonçalo Ramos    | 88' |

| 2  | Defensa        | Tariq Lamptey      | 66'   |
| 11 | Delantero      | Osman Bukari       | 77'   |
| 9  | Delantero      | Jordan Ayew        | 77'   |
| 25 | Centrocampista | Antoine Semenyo    | 90+2' |
| 8  | Centrocampista | Daniel-Kofi Kyereh | 90+2' |

| Anotado · Penal | 65' | Cristiano Ronaldo | 1–0 |
| Anotado         | 78' | João Félix        | 2–1 |
| Anotado         | 80' | Rafael Leão       | 3–1 |

| Anotado | 73' | André Ayew   | 1–1 |
| Anotado | 89' | Osman Bukari | 3–2 |

| Amonestado | 90+1' | Danilo Pereira  |
| Amonestado | 90+5' | Bruno Fernandes |

| Amonestado | 45'   | Mohammed Kudus |
| Amonestado | 49'   | André Ayew     |
| Amonestado | 57'   | Alidu Seidu    |
| Amonestado | 90+1' | Iñaki Williams |

| Árbitro             | Ismail Elfath         |
| Árbitros asistentes | Kyle Atkins           |
| Árbitros asistentes | Corey Parker          |
| Cuarto árbitro      | Stéphanie Frappart    |
| Quinto árbitro      | Karen Díaz            |
| VAR                 | Armando Villarreal    |
| Adicionales VAR     | Drew Fischer          |
| Adicionales VAR     | Alessandro Giallatini |
| Adicionales VAR     | Shaun Evans           |
| Adicionales VAR     | Elvis Noupue          |

| 22         | Guardameta     | Diogo Costa       |     |
| 20         | Defensa        | João Cancelo      |     |
| 4          | Defensa        | Rúben Dias        |     |
| 13         | Defensa        | Danilo Pereira    |     |
| 5          | Defensa        | Raphaël Guerreiro |     |
| 18         | Centrocampista | Rúben Neves       | 77' |
| 8          | Centrocampista | Bruno Fernandes   |     |
| 25         | Centrocampista | Otávio            | 56' |
| 10         | Centrocampista | Bernardo Silva    | 88' |
| 11         | Delantero      | João Félix        | 88' |
| 7          | Delantero      | Cristiano Ronaldo | 88' |
| Entrenador | Entrenador     | Fernando Santos   |     |

| 1          | Guardameta     | Lawrence Ati-Zigi |       |
| 26         | Defensa        | Alidu Seidu       | 66'   |
| 18         | Defensa        | Daniel Amartey    |       |
| 23         | Defensa        | Alexander Djiku   | 90+2' |
| 4          | Defensa        | Mohammed Salisu   |       |
| 17         | Defensa        | Baba Rahman       |       |
| 5          | Centrocampista | Thomas Partey     |       |
| 20         | Centrocampista | Mohammed Kudus    | 77'   |
| 21         | Centrocampista | Salis Abdul Samed | 90+2' |
| 10         | Delantero      | André Ayew        | 77'   |
| 19         | Delantero      | Iñaki Williams    |       |
| Entrenador | Entrenador     | Otto Addo         |       |

| 14 | Centrocampista | William Carvalho | 56' |
| 15 | Delantero      | Rafael Leão      | 77' |
| 6  | Centrocampista | João Palhinha    | 88' |
| 17 | Centrocampista | João Mário       | 88' |
| 26 | Delantero      | Gonçalo Ramos    | 88' |

| 2  | Defensa        | Tariq Lamptey      | 66'   |
| 11 | Delantero      | Osman Bukari       | 77'   |
| 9  | Delantero      | Jordan Ayew        | 77'   |
| 25 | Centrocampista | Antoine Semenyo    | 90+2' |
| 8  | Centrocampista | Daniel-Kofi Kyereh | 90+2' |

| Anotado · Penal | 65' | Cristiano Ronaldo | 1–0 |
| Anotado         | 78' | João Félix        | 2–1 |
| Anotado         | 80' | Rafael Leão       | 3–1 |

| Anotado | 73' | André Ayew   | 1–1 |
| Anotado | 89' | Osman Bukari | 3–2 |

| Amonestado | 90+1' | Danilo Pereira  |
| Amonestado | 90+5' | Bruno Fernandes |

| Amonestado | 45'   | Mohammed Kudus |
| Amonestado | 49'   | André Ayew     |
| Amonestado | 57'   | Alidu Seidu    |
| Amonestado | 90+1' | Iñaki Williams |

| Árbitro             | Ismail Elfath         |
| Árbitros asistentes | Kyle Atkins           |
| Árbitros asistentes | Corey Parker          |
| Cuarto árbitro      | Stéphanie Frappart    |
| Quinto árbitro      | Karen Díaz            |
| VAR                 | Armando Villarreal    |
| Adicionales VAR     | Drew Fischer          |
| Adicionales VAR     | Alessandro Giallatini |
| Adicionales VAR     | Shaun Evans           |
| Adicionales VAR     | Elvis Noupue          |

| \| Estadísticas \| \| \| \| Tiros \| 11 \| 9 \| \| Tiros a puerta \| 5 \| 3 \| \| Faltas \| 14 \| 19 \| \| Saques de esquina \| 3 \| 3 \| \| Penaltis \| 1 \| 0 \| \| Fueras de juego \| 1 \| 1 \| \| Posesión de balón \| 62% \| 38% \| | Alineación inicial  |                  |
| Estadísticas | Bandera de Portugal | Bandera de Ghana |
| Tiros | 11                  | 9                |
| Tiros a puerta | 5                   | 3                |
| Faltas | 14                  | 19               |
| Saques de esquina | 3                   | 3                |
| Penaltis | 1                   | 0                |
| Fueras de juego | 1                   | 1                |
| Posesión de balón | 62%                 | 38%              |

#### Portugal vs. Uruguay
| 28 de noviembre | Portugal                    | 2:0 (0:0) | Uruguay | Estadio Icónico, Lusail                                                           |                                                                                   |
| 22:00           | Fernandes 54', 90+3' (pen.) | Reporte   |         | Asistencia: 88 668 espectadores Árbitro(s): Alireza Faghani VAR: Abdulla Al-Marri | Asistencia: 88 668 espectadores Árbitro(s): Alireza Faghani VAR: Abdulla Al-Marri |

| 22         | Guardameta     | Diogo Costa       |     |
| 20         | Defensa        | João Cancelo      |     |
| 4          | Defensa        | Rúben Dias        |     |
| 3          | Defensa        | Pepe              |     |
| 19         | Defensa        | Nuno Mendes       | 42' |
| 10         | Centrocampista | Bernardo Silva    |     |
| 18         | Centrocampista | Rúben Neves       | 69' |
| 14         | Centrocampista | William Carvalho  | 83' |
| 8          | Delantero      | Bruno Fernandes   |     |
| 7          | Delantero      | Cristiano Ronaldo | 82' |
| 11         | Delantero      | João Félix        | 82' |
| Entrenador | Entrenador     | Fernando Santos   |     |

| 23         | Guardameta     | Sergio Rochet      |     |
| 19         | Defensa        | Sebastián Coates   |     |
| 3          | Defensa        | Diego Godín        | 62' |
| 2          | Defensa        | José María Giménez |     |
| 13         | Centrocampista | Guillermo Varela   |     |
| 5          | Centrocampista | Matías Vecino      | 62' |
| 15         | Centrocampista | Federico Valverde  |     |
| 6          | Centrocampista | Rodrigo Bentancur  |     |
| 16         | Centrocampista | Mathías Olivera    | 86' |
| 11         | Delantero      | Darwin Núñez       | 72' |
| 21         | Delantero      | Edinson Cavani     | 73' |
| Entrenador | Entrenador     | Diego Alonso       |     |

| 5  | Defensa        | Raphaël Guerreiro | 42' |
| 15 | Delantero      | Rafael Leão       | 69' |
| 23 | Centrocampista | Matheus Nunes     | 82' |
| 26 | Delantero      | Gonçalo Ramos     | 82' |
| 6  | Centrocampista | João Palhinha     | 83' |

| 10 | Centrocampista | Giorgian de Arrascaeta | 62' |
| 8  | Delantero      | Facundo Pellistri      | 62' |
| 18 | Delantero      | Maxi Gómez             | 72' |
| 9  | Delantero      | Luis Suárez            | 73' |
| 17 | Defensa        | Matías Viña            | 86' |

| Anotado         | 54'   | Bruno Fernandes | 1–0 |
| Anotado · Penal | 90+3' | Bruno Fernandes | 2–0 |

| Amonestado | 38' | Rúben Neves |
| Amonestado | 77' | João Félix  |
| Amonestado | 89' | Rúben Dias  |

| Amonestado | 6'  | Rodrigo Bentancur |
| Amonestado | 44' | Mathías Olivera   |

| Árbitro             | Alireza Faghani        |
| Árbitros asistentes | Mohammadreza Mansouri  |
| Árbitros asistentes | Mohammadreza Abolfazli |
| Cuarto árbitro      | Abdulrahman Al-Jassim  |
| Quinto árbitro      | Saud Al-Maqaleh        |
| VAR                 | Abdulla Al-Marri       |
| Adicionales VAR     | Shaun Evans            |
| Adicionales VAR     | Anton Shchetinin       |
| Adicionales VAR     | Rédouane Jiyed         |
| Adicionales VAR     | Ashley Beecham         |

| 22         | Guardameta     | Diogo Costa       |     |
| 20         | Defensa        | João Cancelo      |     |
| 4          | Defensa        | Rúben Dias        |     |
| 3          | Defensa        | Pepe              |     |
| 19         | Defensa        | Nuno Mendes       | 42' |
| 10         | Centrocampista | Bernardo Silva    |     |
| 18         | Centrocampista | Rúben Neves       | 69' |
| 14         | Centrocampista | William Carvalho  | 83' |
| 8          | Delantero      | Bruno Fernandes   |     |
| 7          | Delantero      | Cristiano Ronaldo | 82' |
| 11         | Delantero      | João Félix        | 82' |
| Entrenador | Entrenador     | Fernando Santos   |     |

| 23         | Guardameta     | Sergio Rochet      |     |
| 19         | Defensa        | Sebastián Coates   |     |
| 3          | Defensa        | Diego Godín        | 62' |
| 2          | Defensa        | José María Giménez |     |
| 13         | Centrocampista | Guillermo Varela   |     |
| 5          | Centrocampista | Matías Vecino      | 62' |
| 15         | Centrocampista | Federico Valverde  |     |
| 6          | Centrocampista | Rodrigo Bentancur  |     |
| 16         | Centrocampista | Mathías Olivera    | 86' |
| 11         | Delantero      | Darwin Núñez       | 72' |
| 21         | Delantero      | Edinson Cavani     | 73' |
| Entrenador | Entrenador     | Diego Alonso       |     |

| 5  | Defensa        | Raphaël Guerreiro | 42' |
| 15 | Delantero      | Rafael Leão       | 69' |
| 23 | Centrocampista | Matheus Nunes     | 82' |
| 26 | Delantero      | Gonçalo Ramos     | 82' |
| 6  | Centrocampista | João Palhinha     | 83' |

| 10 | Centrocampista | Giorgian de Arrascaeta | 62' |
| 8  | Delantero      | Facundo Pellistri      | 62' |
| 18 | Delantero      | Maxi Gómez             | 72' |
| 9  | Delantero      | Luis Suárez            | 73' |
| 17 | Defensa        | Matías Viña            | 86' |

| Anotado         | 54'   | Bruno Fernandes | 1–0 |
| Anotado · Penal | 90+3' | Bruno Fernandes | 2–0 |

| Amonestado | 38' | Rúben Neves |
| Amonestado | 77' | João Félix  |
| Amonestado | 89' | Rúben Dias  |

| Amonestado | 6'  | Rodrigo Bentancur |
| Amonestado | 44' | Mathías Olivera   |

| Árbitro             | Alireza Faghani        |
| Árbitros asistentes | Mohammadreza Mansouri  |
| Árbitros asistentes | Mohammadreza Abolfazli |
| Cuarto árbitro      | Abdulrahman Al-Jassim  |
| Quinto árbitro      | Saud Al-Maqaleh        |
| VAR                 | Abdulla Al-Marri       |
| Adicionales VAR     | Shaun Evans            |
| Adicionales VAR     | Anton Shchetinin       |
| Adicionales VAR     | Rédouane Jiyed         |
| Adicionales VAR     | Ashley Beecham         |

| \| Estadísticas \| \| \| \| Tiros \| 15 \| 11 \| \| Tiros a puerta \| 3 \| 3 \| \| Faltas \| 10 \| 16 \| \| Saques de esquina \| 6 \| 2 \| \| Penaltis \| 1 \| 0 \| \| Fueras de juego \| 3 \| 0 \| \| Posesión de balón \| 60% \| 40% \| | Alineación inicial  |                    |
| Estadísticas | Bandera de Portugal | Bandera de Uruguay |
| Tiros | 15                  | 11                 |
| Tiros a puerta | 3                   | 3                  |
| Faltas | 10                  | 16                 |
| Saques de esquina | 6                   | 2                  |
| Penaltis | 1                   | 0                  |
| Fueras de juego | 3                   | 0                  |
| Posesión de balón | 60%                 | 40%                |

#### Corea del Sur vs. Portugal
| 2 de diciembre | Corea del Sur                               | 2:1 (1:1) | Portugal | Estadio Ciudad de la Educación, Rayán                                        |                                                                              |
| 18:00          | - Kim Young-gwon 27' - Hwang Hee-chan 90+1' | Reporte   | Horta 5' | Asistencia: 44 097 espectadores Árbitro(s): Facundo Tello VAR: Nicolás Gallo | Asistencia: 44 097 espectadores Árbitro(s): Facundo Tello VAR: Nicolás Gallo |

| 1          | Guardameta     | Kim Seung-gyu  |       |
| 15         | Defensa        | Kim Moon-hwan  |       |
| 20         | Defensa        | Kwon Kyung-won |       |
| 19         | Defensa        | Kim Young-gwon | 81'   |
| 3          | Defensa        | Kim Jin-su     |       |
| 5          | Centrocampista | Jung Woo-young |       |
| 6          | Centrocampista | Hwang In-beom  |       |
| 18         | Centrocampista | Lee Kang-in    | 81'   |
| 10         | Centrocampista | Lee Jae-sung   | 66'   |
| 7          | Centrocampista | Son Heung-min  |       |
| 9          | Delantero      | Cho Gue-sung   | 90+3' |
| Entrenador | Entrenador     | Paulo Bento    |       |

| 22         | Guardameta     | Diogo Costa       |     |
| 2          | Defensa        | Diogo Dalot       |     |
| 3          | Defensa        | Pepe              |     |
| 24         | Defensa        | António Silva     |     |
| 20         | Defensa        | João Cancelo      |     |
| 23         | Centrocampista | Matheus Nunes     | 65' |
| 18         | Centrocampista | Rúben Neves       | 65' |
| 16         | Centrocampista | Vitinha           | 81' |
| 17         | Delantero      | João Mário        | 82' |
| 7          | Delantero      | Cristiano Ronaldo | 65' |
| 21         | Delantero      | Ricardo Horta     |     |
| Entrenador | Entrenador     | Fernando Santos   |     |

| 11 | Delantero      | Hwang Hee-chan | 66'   |
| 13 | Centrocampista | Son Jun-ho     | 81'   |
| 16 | Delantero      | Hwang Ui-jo    | 81'   |
| 24 | Defensa        | Cho Yu-min     | 90+3' |

| 6  | Centrocampista | João Palhinha    | 65' |
| 15 | Delantero      | Rafael Leão      | 65' |
| 9  | Delantero      | André Silva      | 65' |
| 10 | Centrocampista | Bernardo Silva   | 81' |
| 20 | Defensa        | William Carvalho | 82' |

| Anotado | 27'   | Kim Young-gwon | 1–1 |
| Anotado | 90+1' | Hwang Hee-chan | 2–1 |

| Anotado | 5' | Ricardo Horta | 0–1 |

| Amonestado | 36'   | Lee Kang-in    |
| Amonestado | 90+2' | Hwang Hee-chan |

| Árbitro             | Facundo Tello       |
| Árbitros asistentes | Ezequiel Brailovsky |
| Árbitros asistentes | Gabriel Chade       |
| Cuarto árbitro      | Maguette N'Diaye    |
| Quinto árbitro      | Djibril Camara      |
| VAR                 | Nicolás Gallo       |
| Adicionales VAR     | Juan Soto           |
| Adicionales VAR     | Bruno Boschilia     |
| Adicionales VAR     | Armando Villarreal  |
| Adicionales VAR     | Bruno Pires         |

| 1          | Guardameta     | Kim Seung-gyu  |       |
| 15         | Defensa        | Kim Moon-hwan  |       |
| 20         | Defensa        | Kwon Kyung-won |       |
| 19         | Defensa        | Kim Young-gwon | 81'   |
| 3          | Defensa        | Kim Jin-su     |       |
| 5          | Centrocampista | Jung Woo-young |       |
| 6          | Centrocampista | Hwang In-beom  |       |
| 18         | Centrocampista | Lee Kang-in    | 81'   |
| 10         | Centrocampista | Lee Jae-sung   | 66'   |
| 7          | Centrocampista | Son Heung-min  |       |
| 9          | Delantero      | Cho Gue-sung   | 90+3' |
| Entrenador | Entrenador     | Paulo Bento    |       |

| 22         | Guardameta     | Diogo Costa       |     |
| 2          | Defensa        | Diogo Dalot       |     |
| 3          | Defensa        | Pepe              |     |
| 24         | Defensa        | António Silva     |     |
| 20         | Defensa        | João Cancelo      |     |
| 23         | Centrocampista | Matheus Nunes     | 65' |
| 18         | Centrocampista | Rúben Neves       | 65' |
| 16         | Centrocampista | Vitinha           | 81' |
| 17         | Delantero      | João Mário        | 82' |
| 7          | Delantero      | Cristiano Ronaldo | 65' |
| 21         | Delantero      | Ricardo Horta     |     |
| Entrenador | Entrenador     | Fernando Santos   |     |

| 11 | Delantero      | Hwang Hee-chan | 66'   |
| 13 | Centrocampista | Son Jun-ho     | 81'   |
| 16 | Delantero      | Hwang Ui-jo    | 81'   |
| 24 | Defensa        | Cho Yu-min     | 90+3' |

| 6  | Centrocampista | João Palhinha    | 65' |
| 15 | Delantero      | Rafael Leão      | 65' |
| 9  | Delantero      | André Silva      | 65' |
| 10 | Centrocampista | Bernardo Silva   | 81' |
| 20 | Defensa        | William Carvalho | 82' |

| Anotado | 27'   | Kim Young-gwon | 1–1 |
| Anotado | 90+1' | Hwang Hee-chan | 2–1 |

| Anotado | 5' | Ricardo Horta | 0–1 |

| Amonestado | 36'   | Lee Kang-in    |
| Amonestado | 90+2' | Hwang Hee-chan |

| Árbitro             | Facundo Tello       |
| Árbitros asistentes | Ezequiel Brailovsky |
| Árbitros asistentes | Gabriel Chade       |
| Cuarto árbitro      | Maguette N'Diaye    |
| Quinto árbitro      | Djibril Camara      |
| VAR                 | Nicolás Gallo       |
| Adicionales VAR     | Juan Soto           |
| Adicionales VAR     | Bruno Boschilia     |
| Adicionales VAR     | Armando Villarreal  |
| Adicionales VAR     | Bruno Pires         |

| \| Estadísticas \| \| \| \| Tiros \| 13 \| 13 \| \| Tiros a puerta \| 6 \| 6 \| \| Faltas \| 9 \| 10 \| \| Saques de esquina \| 5 \| 4 \| \| Penaltis \| 0 \| 0 \| \| Fueras de juego \| 1 \| 5 \| \| Posesión de balón \| 38% \| 62% \| | Alineación inicial       |                     |
| Estadísticas | Bandera de Corea del Sur | Bandera de Portugal |
| Tiros | 13                       | 13                  |
| Tiros a puerta | 6                        | 6                   |
| Faltas | 9                        | 10                  |
| Saques de esquina | 5                        | 4                   |
| Penaltis | 0                        | 0                   |
| Fueras de juego | 1                        | 5                   |
| Posesión de balón | 38%                      | 62%                 |

### Octavos de final

#### Portugal vs. Suiza
| 6 de diciembre | Portugal                                                      | 6:1 (2:0) | Suiza      | Estadio Icónico, Lusail                                                   |                                                                           |
| 22:00          | - Ramos 17', 51', 67' - Pepe 33' - Guerreiro 55' - Leão 90+2' | Reporte   | Akanji 58' | Asistencia: 83 720 espectadores Árbitro(s): César Ramos VAR: Drew Fischer | Asistencia: 83 720 espectadores Árbitro(s): César Ramos VAR: Drew Fischer |

| 22         | Guardameta     | Diogo Costa       |     |
| 2          | Defensa        | Diogo Dalot       |     |
| 3          | Defensa        | Pepe              |     |
| 4          | Defensa        | Rúben Dias        |     |
| 5          | Defensa        | Raphaël Guerreiro |     |
| 25         | Centrocampista | Otávio            | 74' |
| 14         | Centrocampista | William Carvalho  |     |
| 10         | Centrocampista | Bernardo Silva    | 81' |
| 8          | Delantero      | Bruno Fernandes   | 87' |
| 26         | Delantero      | Gonçalo Ramos     | 74' |
| 11         | Delantero      | João Félix        | 73' |
| Entrenador | Entrenador     | Fernando Santos   |     |

| 21         | Guardameta     | Gregor Kobel        |     |
| 2          | Defensa        | Edimilson Fernandes |     |
| 22         | Defensa        | Fabian Schär        | 46' |
| 5          | Defensa        | Manuel Akanji       |     |
| 13         | Defensa        | Ricardo Rodríguez   |     |
| 8          | Centrocampista | Remo Freuler        | 54' |
| 10         | Centrocampista | Granit Xhaka        |     |
| 23         | Centrocampista | Xherdan Shaqiri     |     |
| 15         | Centrocampista | Djibril Sow         | 54' |
| 17         | Centrocampista | Ruben Vargas        | 66' |
| 7          | Delantero      | Breel Embolo        | 89' |
| Entrenador | Entrenador     | Murat Yakin         |     |

| 7  | Delantero      | Cristiano Ronaldo | 73' |
| 16 | Centrocampista | Vitinha           | 74' |
| 21 | Delantero      | Ricardo Horta     | 74' |
| 18 | Centrocampista | Rúben Neves       | 81' |
| 15 | Delantero      | Rafael Leão       | 87' |

| 18 | Defensa        | Eray Cömert     | 46' |
| 6  | Centrocampista | Denis Zakaria   | 54' |
| 9  | Delantero      | Haris Seferović | 54' |
| 19 | Delantero      | Noah Okafor     | 66' |
| 26 | Centrocampista | Ardon Jashari   | 89' |

| Anotado | 17'   | Gonçalo Ramos     | 1–0 |
| Anotado | 33'   | Pepe              | 2–0 |
| Anotado | 51'   | Gonçalo Ramos     | 3–0 |
| Anotado | 55'   | Raphaël Guerreiro | 4–0 |
| Anotado | 67'   | Gonçalo Ramos     | 5–1 |
| Anotado | 90+2' | Rafael Leão       | 6–1 |

| Anotado | 58' | Manuel Akanji | 4–1 |

| Amonestado | 43' | Fabian Schär |
| Amonestado | 59' | Eray Cömert  |

| Árbitro             | César Ramos           |
| Árbitros asistentes | Alberto Morín         |
| Árbitros asistentes | Miguel Hernández      |
| Cuarto árbitro      | István Kovács         |
| Quinto árbitro      | Ovidiu Artene         |
| VAR                 | Drew Fischer          |
| Adicionales VAR     | Massimiliano Irrati   |
| Adicionales VAR     | Ciro Carbone          |
| Adicionales VAR     | Pol van Boekel        |
| Adicionales VAR     | Alessandro Giallatini |

| 22         | Guardameta     | Diogo Costa       |     |
| 2          | Defensa        | Diogo Dalot       |     |
| 3          | Defensa        | Pepe              |     |
| 4          | Defensa        | Rúben Dias        |     |
| 5          | Defensa        | Raphaël Guerreiro |     |
| 25         | Centrocampista | Otávio            | 74' |
| 14         | Centrocampista | William Carvalho  |     |
| 10         | Centrocampista | Bernardo Silva    | 81' |
| 8          | Delantero      | Bruno Fernandes   | 87' |
| 26         | Delantero      | Gonçalo Ramos     | 74' |
| 11         | Delantero      | João Félix        | 73' |
| Entrenador | Entrenador     | Fernando Santos   |     |

| 21         | Guardameta     | Gregor Kobel        |     |
| 2          | Defensa        | Edimilson Fernandes |     |
| 22         | Defensa        | Fabian Schär        | 46' |
| 5          | Defensa        | Manuel Akanji       |     |
| 13         | Defensa        | Ricardo Rodríguez   |     |
| 8          | Centrocampista | Remo Freuler        | 54' |
| 10         | Centrocampista | Granit Xhaka        |     |
| 23         | Centrocampista | Xherdan Shaqiri     |     |
| 15         | Centrocampista | Djibril Sow         | 54' |
| 17         | Centrocampista | Ruben Vargas        | 66' |
| 7          | Delantero      | Breel Embolo        | 89' |
| Entrenador | Entrenador     | Murat Yakin         |     |

| 7  | Delantero      | Cristiano Ronaldo | 73' |
| 16 | Centrocampista | Vitinha           | 74' |
| 21 | Delantero      | Ricardo Horta     | 74' |
| 18 | Centrocampista | Rúben Neves       | 81' |
| 15 | Delantero      | Rafael Leão       | 87' |

| 18 | Defensa        | Eray Cömert     | 46' |
| 6  | Centrocampista | Denis Zakaria   | 54' |
| 9  | Delantero      | Haris Seferović | 54' |
| 19 | Delantero      | Noah Okafor     | 66' |
| 26 | Centrocampista | Ardon Jashari   | 89' |

| Anotado | 17'   | Gonçalo Ramos     | 1–0 |
| Anotado | 33'   | Pepe              | 2–0 |
| Anotado | 51'   | Gonçalo Ramos     | 3–0 |
| Anotado | 55'   | Raphaël Guerreiro | 4–0 |
| Anotado | 67'   | Gonçalo Ramos     | 5–1 |
| Anotado | 90+2' | Rafael Leão       | 6–1 |

| Anotado | 58' | Manuel Akanji | 4–1 |

| Amonestado | 43' | Fabian Schär |
| Amonestado | 59' | Eray Cömert  |

| Árbitro             | César Ramos           |
| Árbitros asistentes | Alberto Morín         |
| Árbitros asistentes | Miguel Hernández      |
| Cuarto árbitro      | István Kovács         |
| Quinto árbitro      | Ovidiu Artene         |
| VAR                 | Drew Fischer          |
| Adicionales VAR     | Massimiliano Irrati   |
| Adicionales VAR     | Ciro Carbone          |
| Adicionales VAR     | Pol van Boekel        |
| Adicionales VAR     | Alessandro Giallatini |

| \| Estadísticas \| \| \| \| Tiros \| 14 \| 10 \| \| Tiros a puerta \| 9 \| 3 \| \| Faltas \| 12 \| 10 \| \| Saques de esquina \| 6 \| 6 \| \| Penaltis \| 0 \| 0 \| \| Fueras de juego \| 3 \| 3 \| \| Posesión de balón \| 47% \| 53% \| | Alineación inicial  |                  |
| Estadísticas | Bandera de Portugal | Bandera de Suiza |
| Tiros | 14                  | 10               |
| Tiros a puerta | 9                   | 3                |
| Faltas | 12                  | 10               |
| Saques de esquina | 6                   | 6                |
| Penaltis | 0                   | 0                |
| Fueras de juego | 3                   | 3                |
| Posesión de balón | 47%                 | 53%              |

### Cuartos de final

#### Marruecos vs. Portugal
| 10 de diciembre | Marruecos     | 1:0 (1:0) | Portugal | Estadio Al Thumama, Doha                                                      |                                                                               |
| 18:00           | En-Nesyri 42' | Reporte   |          | Asistencia: 44 198 espectadores Árbitro(s): Facundo Tello VAR: Mauro Vigliano | Asistencia: 44 198 espectadores Árbitro(s): Facundo Tello VAR: Mauro Vigliano |

| 1          | Guardameta     | Yassine Bounou      |     |
| 2          | Defensa        | Achraf Hakimi       |     |
| 18         | Defensa        | Jawad El Yamiq      |     |
| 6          | Defensa        | Romain Saïss        | 57' |
| 25         | Defensa        | Yahia Attiyat Allah |     |
| 8          | Centrocampista | Azzedine Ounahi     |     |
| 4          | Centrocampista | Sofyan Amrabat      |     |
| 15         | Centrocampista | Selim Amallah       | 65' |
| 7          | Delantero      | Hakim Ziyech        | 82' |
| 19         | Delantero      | Youssef En-Nesyri   | 65' |
| 17         | Delantero      | Sofiane Boufal      | 82' |
| Entrenador | Entrenador     | Walid Regragui      |     |

| 22         | Guardameta     | Diogo Costa       |     |
| 2          | Defensa        | Diogo Dalot       | 79' |
| 3          | Defensa        | Pepe              |     |
| 4          | Defensa        | Rúben Dias        |     |
| 5          | Defensa        | Raphaël Guerreiro | 51' |
| 25         | Centrocampista | Otávio            | 69' |
| 18         | Centrocampista | Rúben Neves       | 51' |
| 10         | Centrocampista | Bernardo Silva    |     |
| 8          | Delantero      | Bruno Fernandes   |     |
| 26         | Delantero      | Gonçalo Ramos     | 69' |
| 11         | Delantero      | João Félix        |     |
| Entrenador | Entrenador     | Fernando Santos   |     |

| 20 | Defensa        | Achraf Dari       | 57' |
| 21 | Delantero      | Walid Cheddira    | 65' |
| 24 | Defensa        | Badr Banoun       | 65' |
| 14 | Centrocampista | Zakaria Aboukhlal | 82' |
| 26 | Centrocampista | Yahya Jabrane     | 82' |

| 20 | Defensa        | João Cancelo      | 51' |
| 7  | Delantero      | Cristiano Ronaldo | 51' |
| 15 | Delantero      | Rafael Leão       | 69' |
| 16 | Centrocampista | Vitinha           | 69' |
| 21 | Delantero      | Ricardo Horta     | 79' |

| Anotado | 42' | Youssef En-Nesyri | 1–0 |

| Amonestado | 70'   | Achraf Dari    |
| Amonestado | 90+1' | Walid Cheddira |

| Amonestado | 87' | Vitinha |

| Otorgado · Expulsado | 90+3' | Walid Cheddira |

| Árbitro             | Facundo Tello                |
| Árbitros asistentes | Ezequiel Brailovsky          |
| Árbitros asistentes | Gabriel Chade                |
| Cuarto árbitro      | Iván Barton                  |
| Quinto árbitro      | David Morán                  |
| VAR                 | Mauro Vigliano               |
| Adicionales VAR     | Ricardo de Burgos Bengoetxea |
| Adicionales VAR     | Diego Bonfá                  |
| Adicionales VAR     | Armando Villarreal           |
| Adicionales VAR     | Juan Pablo Belatti           |
| Adicionales VAR     | Juan Soto                    |

| 1          | Guardameta     | Yassine Bounou      |     |
| 2          | Defensa        | Achraf Hakimi       |     |
| 18         | Defensa        | Jawad El Yamiq      |     |
| 6          | Defensa        | Romain Saïss        | 57' |
| 25         | Defensa        | Yahia Attiyat Allah |     |
| 8          | Centrocampista | Azzedine Ounahi     |     |
| 4          | Centrocampista | Sofyan Amrabat      |     |
| 15         | Centrocampista | Selim Amallah       | 65' |
| 7          | Delantero      | Hakim Ziyech        | 82' |
| 19         | Delantero      | Youssef En-Nesyri   | 65' |
| 17         | Delantero      | Sofiane Boufal      | 82' |
| Entrenador | Entrenador     | Walid Regragui      |     |

| 22         | Guardameta     | Diogo Costa       |     |
| 2          | Defensa        | Diogo Dalot       | 79' |
| 3          | Defensa        | Pepe              |     |
| 4          | Defensa        | Rúben Dias        |     |
| 5          | Defensa        | Raphaël Guerreiro | 51' |
| 25         | Centrocampista | Otávio            | 69' |
| 18         | Centrocampista | Rúben Neves       | 51' |
| 10         | Centrocampista | Bernardo Silva    |     |
| 8          | Delantero      | Bruno Fernandes   |     |
| 26         | Delantero      | Gonçalo Ramos     | 69' |
| 11         | Delantero      | João Félix        |     |
| Entrenador | Entrenador     | Fernando Santos   |     |

| 20 | Defensa        | Achraf Dari       | 57' |
| 21 | Delantero      | Walid Cheddira    | 65' |
| 24 | Defensa        | Badr Banoun       | 65' |
| 14 | Centrocampista | Zakaria Aboukhlal | 82' |
| 26 | Centrocampista | Yahya Jabrane     | 82' |

| 20 | Defensa        | João Cancelo      | 51' |
| 7  | Delantero      | Cristiano Ronaldo | 51' |
| 15 | Delantero      | Rafael Leão       | 69' |
| 16 | Centrocampista | Vitinha           | 69' |
| 21 | Delantero      | Ricardo Horta     | 79' |

| Anotado | 42' | Youssef En-Nesyri | 1–0 |

| Amonestado | 70'   | Achraf Dari    |
| Amonestado | 90+1' | Walid Cheddira |

| Amonestado | 87' | Vitinha |

| Otorgado · Expulsado | 90+3' | Walid Cheddira |

| Árbitro             | Facundo Tello                |
| Árbitros asistentes | Ezequiel Brailovsky          |
| Árbitros asistentes | Gabriel Chade                |
| Cuarto árbitro      | Iván Barton                  |
| Quinto árbitro      | David Morán                  |
| VAR                 | Mauro Vigliano               |
| Adicionales VAR     | Ricardo de Burgos Bengoetxea |
| Adicionales VAR     | Diego Bonfá                  |
| Adicionales VAR     | Armando Villarreal           |
| Adicionales VAR     | Juan Pablo Belatti           |
| Adicionales VAR     | Juan Soto                    |

| \| Estadísticas \| \| \| \| Tiros \| 9 \| 12 \| \| Tiros a puerta \| 3 \| 3 \| \| Faltas \| 15 \| 9 \| \| Saques de esquina \| 3 \| 9 \| \| Penaltis \| 0 \| 0 \| \| Fueras de juego \| 2 \| 2 \| \| Posesión de balón \| 26% \| 74% \| | Alineación inicial   |                     |
| Estadísticas | Bandera de Marruecos | Bandera de Portugal |
| Tiros | 9                    | 12                  |
| Tiros a puerta | 3                    | 3                   |
| Faltas | 15                   | 9                   |
| Saques de esquina | 3                    | 9                   |
| Penaltis | 0                    | 0                   |
| Fueras de juego | 2                    | 2                   |
| Posesión de balón | 26%                  | 74%                 |

## Estadísticas

### Participación de jugadores
| N.° | Pos        | Jugador      | PJ | Minutos jugados | Goles recibidos | Atajos | Tarjetas amarillas | Doble tarjeta amarilla y roja | Tarjetas rojas |
| --- | ---------- | ------------ | -- | --------------- | --------------- | ------ | ------------------ | ----------------------------- | -------------- |
| 1   | Guardameta | Rui Patrício | 0  | 0               | 0               | 0      | 0                  | 0                             | 0              |
| 12  | Guardameta | José Sá      | 0  | 0               | 0               | 0      | 0                  | 0                             | 0              |
| 22  | Guardameta | Diogo Costa  | 5  | 450             | 6               | 12     | 0                  | 0                             | 0              |

| N.° | Pos            | Jugador           | PJ | Minutos jugados | Goles | Asistencias | Tarjetas Amarillas | Doble tarjeta amarilla y roja | Tarjetas rojas |
| --- | -------------- | ----------------- | -- | --------------- | ----- | ----------- | ------------------ | ----------------------------- | -------------- |
| 2   | Defensa        | Diogo Dalot       | 3  | 259             | 0     | 1           | 0                  | 0                             | 0              |
| 3   | Defensa        | Pepe              | 4  | 360             | 1     | 0           | 0                  | 0                             | 0              |
| 4   | Defensa        | Rúben Dias        | 4  | 360             | 0     | 0           | 1                  | 0                             | 0              |
| 5   | Defensa        | Raphaël Guerreiro | 4  | 279             | 1     | 2           | 0                  | 0                             | 0              |
| 6   | Centrocampista | João Palhinha     | 3  | 35              | 0     | 0           | 0                  | 0                             | 0              |
| 7   | Delantero      | Cristiano Ronaldo | 5  | 291             | 1     | 0           | 0                  | 0                             | 0              |
| 8   | Centrocampista | Bruno Fernandes   | 4  | 357             | 2     | 3           | 1                  | 0                             | 0              |
| 9   | Delantero      | André Silva       | 1  | 25              | 0     | 0           | 0                  | 0                             | 0              |
| 10  | Centrocampista | Bernardo Silva    | 5  | 358             | 0     | 0           | 0                  | 0                             | 0              |
| 11  | Delantero      | João Félix        | 4  | 333             | 1     | 2           | 1                  | 0                             | 0              |
| 13  | Defensa        | Danilo Pereira    | 1  | 90              | 0     | 0           | 1                  | 0                             | 0              |
| 14  | Centrocampista | William Carvalho  | 4  | 214             | 0     | 0           | 0                  | 0                             | 0              |
| 15  | Delantero      | Rafael Leão       | 5  | 83              | 2     | 0           | 0                  | 0                             | 0              |
| 16  | Centrocampista | Vitinha           | 3  | 118             | 0     | 0           | 1                  | 0                             | 0              |
| 17  | Centrocampista | João Mário        | 2  | 84              | 0     | 0           | 0                  | 0                             | 0              |
| 18  | Centrocampista | Rúben Neves       | 5  | 271             | 0     | 0           | 1                  | 0                             | 0              |
| 19  | Defensa        | Nuno Mendes       | 1  | 42              | 0     | 0           | 0                  | 0                             | 0              |
| 20  | Defensa        | João Cancelo      | 5  | 309             | 0     | 0           | 0                  | 0                             | 0              |
| 21  | Delantero      | Ricardo Horta     | 3  | 117             | 1     | 0           | 0                  | 0                             | 0              |
| 23  | Centrocampista | Matheus Nunes     | 2  | 73              | 0     | 0           | 0                  | 0                             | 0              |
| 24  | Defensa        | António Silva     | 1  | 90              | 0     | 0           | 0                  | 0                             | 0              |
| 25  | Centrocampista | Otávio            | 3  | 199             | 0     | 0           | 0                  | 0                             | 0              |
| 26  | Delantero      | Gonçalo Ramos     | 4  | 153             | 3     | 1           | 0                  | 0                             | 0              |

### Goleadores
| N.°   | Jugador           | Anotado | PJ | Prom. | Jugada | Cabeza | TL | Penal |
| ----- | ----------------- | ------- | -- | ----- | ------ | ------ | -- | ----- |
| 1     | Gonçalo Ramos     | 3       | 4  | 0.75  | 3      | 0      | 0  | 0     |
| 2     | Bruno Fernandes   | 2       | 4  | 0.5   | 1      | 0      | 0  | 1     |
| 3     | Rafael Leão       | 2       | 5  | 0.4   | 2      | 0      | 0  | 0     |
| 4     | Ricardo Horta     | 1       | 3  | 0.33  | 1      | 0      | 0  | 0     |
| 5     | João Félix        | 1       | 4  | 0.25  | 1      | 0      | 0  | 0     |
| 6     | Pepe              | 1       | 4  | 0.25  | 0      | 1      | 0  | 0     |
| 7     | Raphaël Guerreiro | 1       | 4  | 0.25  | 1      | 0      | 0  | 0     |
| 8     | Cristiano Ronaldo | 1       | 5  | 0.2   | 0      | 0      | 0  | 1     |
| Total | Total             | 12      | 5  | 2.4   | 9      | 1      | 0  | 2     |

### Asistencias
| N.°   | Jugador           | Asistencia | Jugada | Cabeza | TL | SdE |
| ----- | ----------------- | ---------- | ------ | ------ | -- | --- |
| 1     | Bruno Fernandes   | 3          | 2      | 0      | 0  | 1   |
| 2     | João Félix        | 2          | 2      | 0      | 0  | 0   |
| 3     | Raphaël Guerreiro | 2          | 2      | 0      | 0  | 0   |
| 4     | Diogo Dalot       | 1          | 1      | 0      | 0  | 0   |
| 5     | Gonçalo Ramos     | 1          | 1      | 0      | 0  | 0   |
| Total | Total             | 9          | 8      | 0      | 0  | 1   |

### Tarjetas disciplinarias
| N.°   | Jugador         | Amonestado | Otorgado · Expulsado | Expulsado | Sanción |
| ----- | --------------- | ---------- | -------------------- | --------- | ------- |
| 1     | Bruno Fernandes | 1          | 0                    | 0         |         |
| 2     | Danilo Pereira  | 1          | 0                    | 0         |         |
| 3     | Rúben Neves     | 1          | 0                    | 0         |         |
| 4     | Rúben Dias      | 1          | 0                    | 0         |         |
| 5     | João Félix      | 1          | 0                    | 0         |         |
| 6     | Vitinha         | 1          | 0                    | 0         |         |
| Total | Total           | 6          | 0                    | 0         |         |